# 오토시요리
오토시요리 (일본어: 御年寄 おとしより[*])는 에도 시대의 에도성 오쿠조츄의 관직명으로, 로죠에 포함되는 직책의 하나이다. 쇼군이나 미다이도코로 (쇼군 정실)의 알현이 허용되는 「오메미에 이상」의 직책이다. 또한, 에도성 오오쿠 이외의 다이묘 가문 오쿠무키조츄의 직책명에도 동일한 것이 있지만, 이 문서에서는 막부 조츄의 오토시요리에 대해 다룬다.

## 직무와 조건
오토시요리는 오오쿠의 오쿠조츄 중에서는 서열상 2위에 해당하지만, 오오쿠의 만사를 지휘하는 오오쿠 제일의 권력자로, 오모테무키의 로쥬에 필적하는 직책이다. 기본적으로, 쇼군 소속과 미다이도코로 소속으로 크게 나뉜다. 하지만, 쇼군 생모나 쇼군의 자녀 등 다른 쇼군 가족 구성원이 있는 경우는, 그 가속 소속 오토시요리가 있기도 했다. 에지마이쿠시마 사건의 오토시요리 에지마는, 7대 쇼군 이에츠구 생모 겟코인 소속이었다. 오토시요리 중에서도 시대에 따라 권력과 격식에 차이가 있었지만, 쇼군 소속이 더 우위였다고 한다.
쇼군 소속에는 연번과 월번이 있고, 월번은 매일 아침 요츠토키(四ツ時, 10시 즈음)에 고텐무키의 「치도리도마(千鳥之間)」에 들어가, 자신은 그 방을 나오지 않고, 조츄들을 불러 일체를 지시했다고 한다. 저녁 나나츠토키(七ツ時, 16시 즈음)가 되면 방을 나온 것으로 알려져있다. 덧붙여, 미다이도코로 소속은 「치도리노마(千鳥之間)」가 아닌, 미다이도코로 방 근처에 있는 「로죠츄메츠메쇼(老女衆詰所)」에 들어가 있었다. 또, 에도 시대 후기에 이르러서는 고요가카리(御用掛)라는 역할이 만들어져, 나가오쿠 관리와의 내담 등의 용무를 담당했다고 알려져있다.
시대에 따라서는, 막부 최고 인사에 로죠가 관여했다고 알려져있다. 마츠다이라 사다노부의 로쥬 취임을 둘러싸고, 당시의 쇼군이었던 도쿠가와 이에나리로부터 자문을 받아, 쇼군 소속 오토시요리 타키카와가 쇼군 소속 죠로오토시요리 타카오카와 함께, 9대 쇼군 도쿠가와 이에시게가 쇼군의 친척이 막부 요직에 오르는 것을 금했다는 이유로, 사다노부의 로쥬 취임에 대해 반대 의견을 밝힌 것으로 알려져 있다. 또, 쇼군의 의중을 고산케에 은밀히 전하는 역할을 로죠 오오사키가 담당했다고 알려져있다.
오쿠무키의 공무 중 하나로, 쇼군의 밤시중에 관한 것이였다. 쇼군은, 쇼군 소속 오츄로 중에서 밤시중을 들 사람을 골라, 그것을 쇼군 소속 오토시요리에게 전하면, 그날에 오토시요리가 쇼군이 선택한 상대가 침소에서 대기하도록 지시를 내렸다. 그 때, 만약 쇼군이 선택한 상대가 미다이도코로 소속 오츄로인 경우, 쇼군 소속 오토시요리가 미다이도코로 소속 오토시요리에게 전하도록 되어있었다. 자신의 부하인 오츄로가 밤시중의 상대에 선택되어 임신을 하고, 나아가 그 아이가 쇼군 세자가 되고, 후에 그 세자가 쇼군 선하를 받을 경우, 그 오토시요리는 오오쿠 내에서 엄청난 권력을 손에 쥘 수 있었다.
또, 에도 시대 후기의 쇼군 측실 중 일부 「오토시요리 카미자가쿠(御年寄上座格)」가 주어지는 사람도 있었다. 하지만, 이는 그 여성이 실제로 오토시요리 역을 맡는 것은 아니다. 앞서 말한 대로, 쇼군의 밤시중 상대는 오츄로에서 선택한다. 밤시중 후, 임신을 하면 그 하녀는 「측실」로 간주되지만, 격식은 오츄로 그대로였다. 그 때문에, 급여나 격식면에 있어서 오토시요리 대지 죠로오토시요리에 상당하는 대우로서. 「오토시요리카미자가쿠(御年寄上座格)」가 주어졌다고 여겨진다.

## 격식
거처는, 오쿠죠츄들이 사는 「나가츠보네무키(長局向)」 중에서도 가장 격식이 높은 「이치노소쿠(一之側)」로 정해져 있다. 「이치노소쿠(一之側)」는 다다미 평수로는 대략 70장 정도의 넓이였다고 한다. 한 방에 10칸 정도의 방이 있는데, 화장실, 욕실, 주방 등 도 갖추고 있었다고 한다. 녹봉(월급)은 주로 「합력금(合力金)」, 「세츠마이(切米)」, 「숯」, 「오채은(五菜銀)」 등이 지급되는 것 외에, 은퇴 후의 저택이나 토지나 지대도 주어졌다고 여겨진다. 또한, 외출시의 격식은 10만석 영주 상당급이었다고 한다. 상급 하녀들은, 「헤야카타(部屋方)」라고 하는 사용인이나, 자신들 대신에 밖에서의 쇼핑 등의 개인적인 일을 맡는 「고사이(五菜)」라고 허드렛일을 맡는 사람을 고용하고 있었다고 하는데, 오토시요리는 대개, 혼자서 「헤야카타(部屋方)」를 10여 명 정도 거느리고 있었다고 한다.

## 죠로오토시요리와의 관계
공가(공경)에서 미다이도코로가 강가할 때, 동행하는 공가 출신 여관들은, 오오쿠 조츄 최고위의 죠로오토시요리를 맡았다. 그녀들은 미다이도코로나 쇼군의 상담역을 맡아, 오오쿠의 전례 의식을 관장했다. 공가 출신이기 때문에 정치적 권력은 가지고 있지 않다고 여겨지지만, 5대 츠나요시 소속 에몬노스케, 6대 이에노부와 7대 이에츠구 소속 토요하라, 10대 이에하루 소속 타카오카, 12대 이에요시 소속 아네노코지는 큰 영향력을 가지고 있었고, 죠로오토시요리로서 알려져 있다.

## 주요 오토시요리
- 야지마노츠보네
- 오카노
- 미사와노츠보네
- 에지마
- 타키야마
- 이쿠시마

## 같이 보기
- 로죠
- 오오쿠
- 오오쿠 (1968년 드라마)
- 오오쿠 (1983년 드라마)
- 오오쿠 (2006년 영화)
- 오오쿠 (후지테레비) (오오쿠 / 오오쿠 ~제 1장~ / 오오쿠 ~화의 란~)
- 오오쿠 (2010년 영화)
- 오오쿠 ~탄생 [아리코토ㆍ이에미츠편]
- 오오쿠 ~영원~ [에몬노스케ㆍ츠나요시편]